# José Augusto Moreira de Almeida

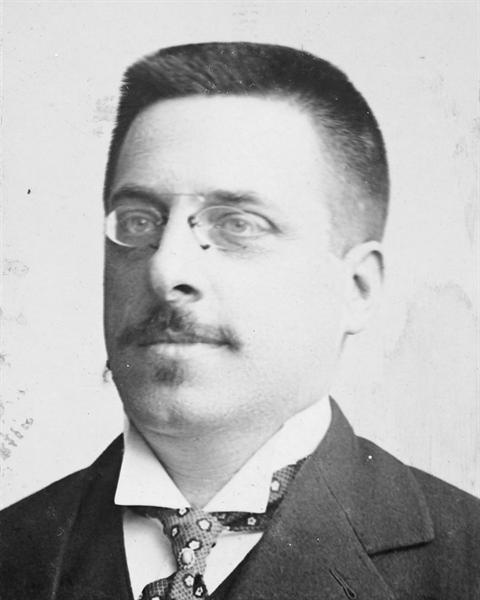
José Augusto Moreira de Almeida

José Augusto Moreira de Almeida (Lisboa, 16 de Fevereiro de 1869 — Lisboa, 1 de Novembro de 1925) foi um jornalista e político monárquico português, deputado e líder do movimento de restauração monárquica durante a Primeira República Portuguesa. Foi director do influente jornal lisboeta O Dia.

## Biografia
José Augusto Moreira de Almeida foi filho de Francisco Augusto Xavier Almeida e de Emília Conceição Moreira. Do seu casamento com Henriqueta Metrass nasceu João Henrique de Oliveira Moreira de Almeida, activista pró-monárquico que lhe sucedeu como director d'O Dia.